# Urho Kittilä

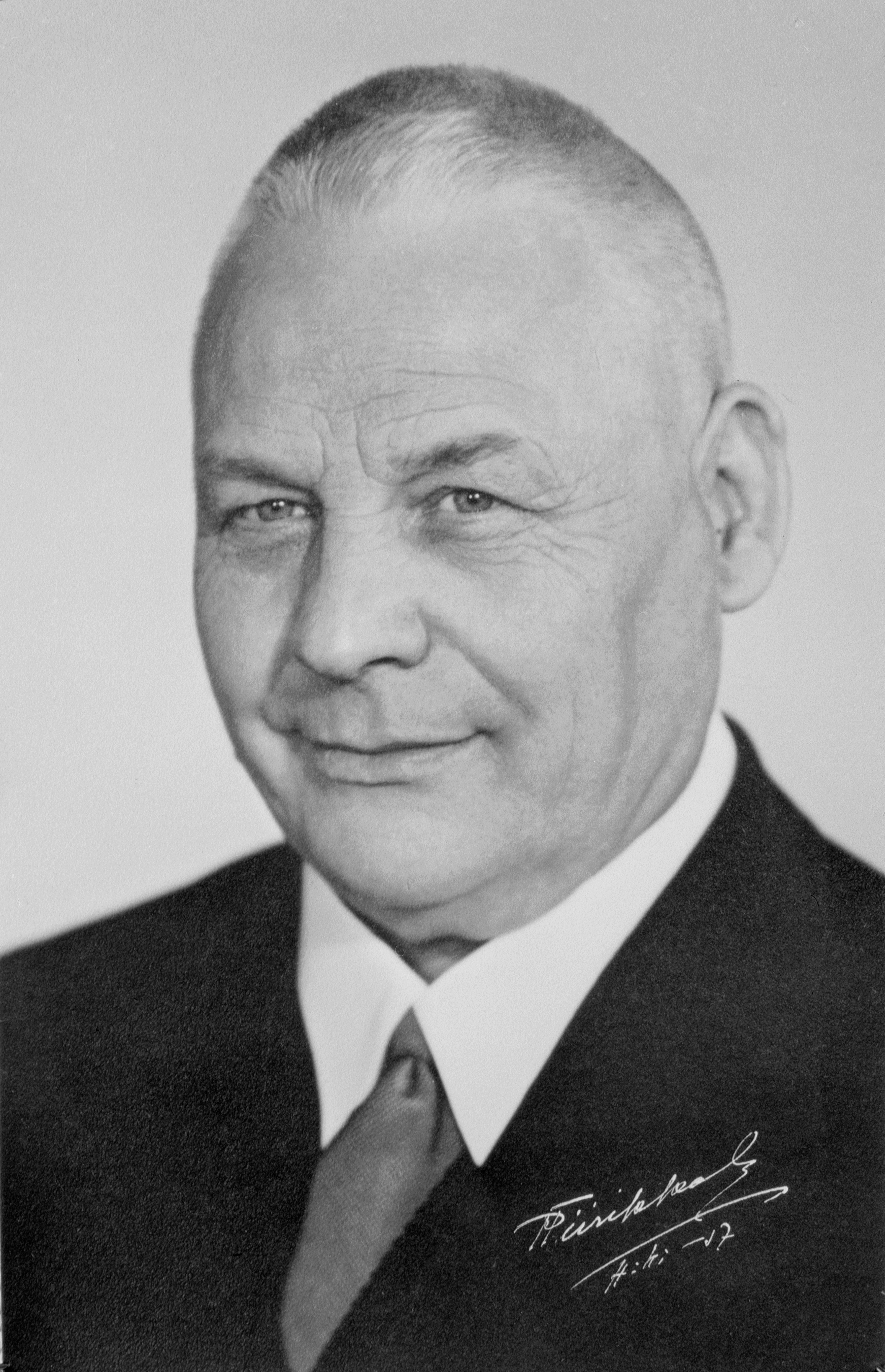
Urho Kittilä, 1950-talet.

Urho Nikolai Kittilä, född 9 juni 1887 i Koskis, död där 25 juli 1977, var en finländsk journalist. Han var Agrarförbundets partisekreterare 1943.
Kittilä började sin bana 1918 genom att skriva kåserier för Agrarförbundets tidningar under pseudonymen Tompan Tuomo; i dem tog han ståndpunkt för republiken. Han arbetade 1919–1930 för Turunmaa i Åbo och kom 1930 till den kortvariga Suomenmaa i Helsingfors, en tidning som var avsedd att bli agrarförbundets huvudorgan, men som gjorde konkurs redan 1933.
Kittilä var 1933–1937 huvudstadskorrespondent för Ilkka och 1938–1962 chef för den agrara artikelbyrån Maalaisliiton sanomakeskus. Han var synnerligen produktiv och sände in artiklar, kåserier, recensioner med mera, främst till agrarpressen.
Kittilä uppträdde till demokratins försvar både på 1930-talet och efter andra världskriget, men höll en viss distans till Urho Kekkonen, vars hårda metoder då den krigstida partiledningen avpolletterades han inte uppskattade. Han erhöll undervisningsråds titel 1961. 